# Ваља Градиштеј (Валча)
Ваља Градиштеј (рум. Valea Grădiștei) насеље је у Румунији у округу Валча у општини Градиштеа. Oпштина се налази на надморској висини од 294 m.

## Становништво
Према подацима из 2002. године у насељу је живело 220 становника, од којих су сви румунске националности.